# Fondation Joan-Miró
La fondation Joan-Miró, initialement baptisée Centre d'études d'art contemporain de Barcelone, est une institution privée qui a pour principale activité la conservation et l'exposition d'œuvres de Joan Miró.

## Histoire
Ce projet a auparavant longuement été étudié par l'artiste et ses proches, notamment Joan Prats (en), qui meurt en 1970, et dont la première salle d'exposition porte le nom. Cette institution déploie également ses activités sur la scène de l'art contemporain, tant en arts plastiques qu'en musique ou en arts vivants. Elle est construite en 1975 sous la direction de Josep Lluís Sert, ami de Joan Miró, pour lequel il construit son atelier en 1956. Le site abritant la fondation, donné par la ville de Barcelone, est situé à Montjuïc.
En 1980, l'institution reçoit la Médaille d'or du mérite des beaux-arts par le Ministère de l'Éducation, de la Culture et des Sports.

## Activité principale de la fondation
L'un des objectifs principaux de cette institution est de conserver et diffuser les œuvres de son fondateur. La plus grande partie de la collection du musée a d'ailleurs été donnée directement par Joan Miró. À cette collection s'ajoutent les œuvres d'autres artistes (Alexander Calder, Rothko, Marcel Duchamp, Antonio Saura, Fernand Léger, André Masson, Yves Tanguy, Henri Goetz, Max Ernst, Enric Pladevall-Vila, Balthus...), acquises par don elles aussi.
Bien qu'elle soit privée, la fondation Miro reçoit continuellement l'aide de la ville et de la région.

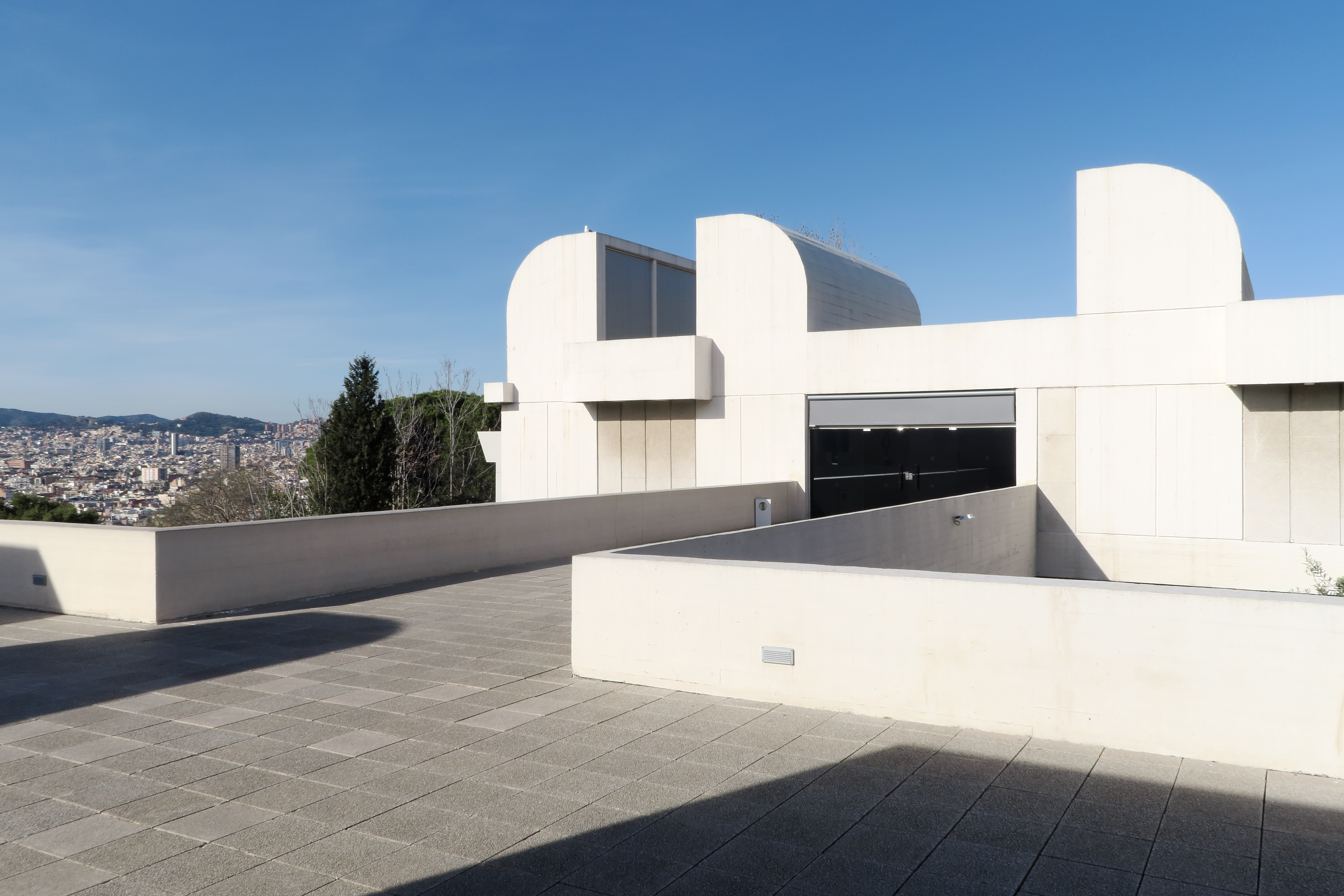
Vue depuis la terrasse de la fondation Joan-Miró

## Les autres activités
- Expositions temporaires
- Un espace plus expérimental réservé à la "jeune création", l'ESPAI 13
- La fondation organise également des expositions itinérantes à partir de sa collection.
- Un centre de documentation mis à disposition du public